# David F. Crew
David Francis Crew (* 14. Februar 1946) ist ein Historiker.
1967 machte er seinen B.A. (Honours) in History an der McMaster University in Hamilton, Kanada. 1970 erwarb er einen M.A. in History und 1975 bei Mack Walker einen Ph.D. (Thesis: Industry and community: the social history of a German town, 1860–1914) von der Cornell University in Ithaca, New York. 1983 folgte ein M.A. an der Cambridge University.
Von 1974 bis 1980 war er Assistant Professor of History an der Columbia University in New York City. Danach verbrachte er als Fellow und Lecturer am Fitzwilliam College, Cambridge University in Cambridge (UK). Von 1984 bis 1987 war er Assistant Professor und von 1987 bis 1998 Associate Professor an der University of Texas at Austin in Austin, Texas. 1998 wurde er Professor of History und 2009 Distinguished Teaching Professor ebendort. 2011 war er Gastprofessor an der Europa-Universität Viadrina in Frankfurt (Oder).
Er wurde Mitglied der Boards of Editors/Editorial Boards der Zeitschriften Central European History, Social History und WerkstattGeschichte sowie der Reihe Social History, Popular Culture, and Politics in German (University of Michigan Press).

## Schriften (Auswahl)
- Town in the Ruhr: a social history of Bochum, 1860–1914. Columbia University Press, New York 1979, ISBN 0-231-04300-7.

- deutsche Übersetzung von Rolf Peter Sieferle: Bochum: Sozialgeschichte einer Industriestadt 1860–1914 (= Sozialgeschichtliche Bibliothek). Ullstein, Frankfurt am Main 1980, ISBN 3-548-35054-2.

- (Hrsg.): Nazism and German society, 1933–1945 (= Rewriting histories). Routledge, London u. a. 1994, ISBN 0-415-08239-0.
- Germans on welfare: from Weimar to Hitler. Oxford University Press, New York u. a. 1998, ISBN 0-19-505311-7.
- (Hrsg.): Consuming Germany in the Cold War (= Leisure, consumption and culture). Berg, Oxford u. a. 2003, ISBN 1-85973-771-4.
- Hitler and the Nazis: a history in documents (= Pages from history). Oxford University Press, Oxford u. a. 2005 ISBN 0-19-515285-9.
- Bodies and ruins: imagining the bombing of Germany, 1945 to the present (= Social history, popular culture, and politics in Germany). University Of Michigan Press, Ann Arbor 2017, ISBN 978-0-472-13013-9.